# Authon-la-Plaine
Authon-la-Plaine é uma comuna francesa na região administrativa da Ilha de França, no departamento de Essonne. Estende-se por uma área de 10.59 km². Em 2010 a comuna tinha 378 habitantes (densidade: 35,7 hab./km²).